# Панноккьески д’Эльчи, Шипионе
Шипионе Панноккьески д’Эльчи (итал. Scipione Pannocchieschi d'Elci; 28 июня 1598, Сиена, Великое герцогство Тосканское — 12 апреля 1670, Рим, Папская область) — итальянский куриальный кардинал, папский дипломат и доктор обоих прав. Епископ Пьенцы с 8 июля 1631 по 3 марта 1636. Архиепископ Пизы и примас Корсики и Сардинии с 3 марта 1636 по 27 августа 1663. Апостольский нунций в Венеции с 6 декабря 1646 по 3 октября 1652. Апостольский нунций в Австрии с 24 августа 1652 по 7 марта 1658. Апостольский легат в Урбино с 1 января 1658 по 17 апреля 1662. Кардинал in pectore с 9 апреля 1657 по 29 апреля 1658. Кардинал-священник с 29 апреля 1658, с титулом церкви Санта-Сабина с 6 мая 1658 по 12 апреля 1670.